# Micromonodes excellens
Micromonodes excellens är en fjärilsart som beskrevs av William Schaus 1914. Micromonodes excellens ingår i släktet Micromonodes och familjen nattflyn. Inga underarter finns listade i Catalogue of Life.